# وحيد بن بوعزيز
وحيد بن بوعزيز هو أكاديمي وناقد جزائري. يعتبر من القلائل في الجزائر الذين كرسوا أبحاثهم لمجال الدراسات الثقافية التي تعنى بالموروث الثقافي والفكري.

## مسيرته
حصل بن بوعزيز على دكتوراه بقسم اللغة العربية وآدابها بجامعة الجزائر. يشغل أستاذا لللأدب المقارن والدراسات الثقافية بجامعة الجزائر 2. نشر عدة كتب وأبحاث وترجمات.

## أعماله
- 2008: حدود التأويل قراءة في مشروع أمبرتو إيكو النقدي[3]
- 2018: جدل الثقافة: مقالات في الآخرية والكولونيالية والديكولونيالية[4]